# Chrysometa eberhardi
Chrysometa eberhardi là một loài nhện trong họ Tetragnathidae.
Loài này thuộc chi Chrysometa. Chrysometa eberhardi được Herbert W. Levi miêu tả năm 1986.